# 대산미술관
대산미술관은 경상남도 창원시 의창구 대산면 소재의 미술관이다.